# Hrollaug Rögnvaldarson
Hrollaug Rögnvaldarson o Rögnvaldsson (Giske, Møre og Romsdal, Noruega, 859-Eyjafjörður, Islandia, 896) fue un caudillo vikingo noruego, jarl de Mær en el siglo IX. Era hijo del jarl Rognvald Eysteinsson y Hild Hrólfsdóttir. Hermano de Hrolf Ganger (Rollo), primer caudillo vikingo que iniciaría una estirpe que gobernaría el Ducado de Normandía, Ivar Rögnvaldsson y de Thorir Rögnvaldarson, jarl de Møre.
A excepción de su hijo mayor Rollo Turstain Brico que acompañó a las hordas vikingas que devastaban Normandía, siguiendo a su tío Rollon logrando asentarse en aquellas tierras, Hrollaug y allegados emigraron a Islandia descontentos de la tiranía de Harald I de Noruega, localizando su hacienda en Breiðabólstaður (Eyjafjörður), siendo el primer goði del clan familiar de los Hrollaugsniðjar, que lleva su nombre, y donde nació el resto de su descendencia.

## Herencia
No se conoce el nombre ni la genealogía de su esposa, pero las sagas citan algunos de sus hijos:
- Rollo Turstain Brico, padre de Anslech de Bricquebec;
- Össur keiliselgur Hrollaugsson (n. 887), padre de þórdís Özursdóttir (n. 920). þórdís fue madre del caudillo Síðu-Hallur.
- Hallbera Hrollaugsdottir (n. 894);
- Hróaldur Hrollaugsson (n. 899);
- Onund Hrollaugsson (n. 900).